# سد زرقاء ماعين
سد زرقاء ماعين سد مائي يقع في قرب ماعين في محافظة مادبا وسط الأردن، وهو سد يستعمل في تخزين المياه لري المزروعات، بدئ العمل في إنشاء السد في تموز(يوليو) 2016 وانتهى العمل به مع نهاية 2017، وقد تم إنشاؤه من خلال شركة اردنية مختصة في بناء السدود، حيث يعتبر هذا السد هو السد الثالث الذي قامت الشركة بتنفيذه، مساحة السد ٢مليون م³.